# 愛について
「愛について」（あいについて）は、スガシカオの4枚目のシングル。1997年11月21日発売。

## 収録曲
（全作詞・作曲・編曲：スガシカオ）
1. 愛について
  - NHK総合テレビ『ポップジャム』エンディングテーマ
  - インディーズシングル「0101」収録
  - メジャーデビュー前にオフィスオーガスタ宛てに送ったデモ・テープに録音された2曲のうちの1つ（もう1曲はAFFAIR）。
2. バクダン・ジュース
  - 村上春樹のアフターダークの中に曲が登場する（文庫版261ページ）。
3. 愛について（Backing track）

## 収録アルバム
- FAMILY (#1,2、#2は生タイプ)
- Sugarless (#2、#2はoriginal)
- ALL SINGLES BEST (#1)
- BEST HIT!! SUGA SHIKAO -1997〜2002- (#1,2、#2はoriginal)

## カバー
愛について
- 美吉田月（アルバム『pure flavor #2〜key of love〜』（2008年）に収録）
- Sotte Bosse（アルバム『You are mine』に収録）
- 土岐麻子（アルバム『CASSETTEFUL DAYS ～Japanese Pops Covers～』に収録）
- en:Salena Jones（ アルバム『SALENA Sings J-BALLAD』に「'BOUT LOVE」の曲名、歌詞は英語訳で収録）